# Roman Dunin

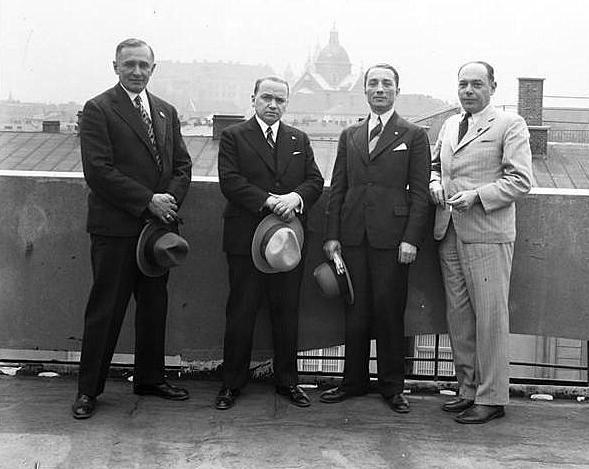
Od lewej: Roman Dunin, Jan Weryński, Józef Ostrzycki, Jan Śmiechowski (1935)

Roman Konrad Szpot-Dunin, ps. „Pogoń” (ur. 19 lutego 1890 w Obicach, zm. 1940 w ZSRR) – polski inżynier leśnictwa, major piechoty Wojska Polskiego, radny i wiceprezydent Lwowa w II Rzeczypospolitej, ofiara zbrodni katyńskiej.

## Życiorys
Urodził się 17 lutego 1890 jako syn Ludwika Napoleona i Karoliny z domu Odrobińskiej. Miał brata Bogdana (1888-1940, także legionista i oficer Wojska Polskiego).
Ukończył Akademię Ziemiańską w Wiedniu z tytułem inżyniera leśnictwa. Podczas studiów był komendantem miejscowego oddziału Polskich Drużyn Strzeleckich od stycznia do kwietnia 1913. Jako strzelec został mianowany chorążym we wrześniu 1914. Po wybuchu I wojny światowej wstąpił do Legionów Polskich. Został awansowany do stopnia porucznika piechoty 5 marca 1915. Od czerwca 1916 był dowódcą kompanii w 5 pułku piechoty w składzie I Brygady. Później pełnił funkcję dowódcy batalionu uzupełniającego I Brygady od lipca do października 1916. Następnie był dowódcą oddziału karabinów maszynowych w 5 pułku piechoty od grudnia 1916 do lipca 1917. Po kryzysie przysięgowym z 1917 był internowany przez Austriaków w Beniaminowie. Po odzyskaniu wolności pełnił stanowisko dowódcy kompanii w 2 pułku piechoty Polskiej Siły Zbrojnej.
Po odzyskaniu przez Polskę niepodległości został przyjęty do Wojska Polskiego. Pełnił funkcję dowódcy batalionu zapasowego 8 pułku piechoty Legionów.
3 maja 1922 roku został zweryfikowany w stopniu majora ze starszeństwem z dniem 1 czerwca 1919 roku i 26. lokatą w korpusie oficerów piechoty, a jego oddziałem macierzystym był 40 pułk piechoty we Lwowie. 10 lipca 1922 roku został zatwierdzony na stanowisku pełniącego obowiązki zastępcy dowódcy pułku 26 pułku piechoty we Lwowie z równoczesnym przeniesieniem z 40 pp. W 1923 był oficerem 26 pp. W 1924 został przeniesiony w stan spoczynku. Mieszkał we Lwowie. W 1934 roku, jako oficer stanu spoczynku pozostawał w ewidencji Powiatowej Komendy Uzupełnień Lwów Miasto. Posiadał przydział do Oficerskiej Kadry Okręgowej Nr VI. Był wówczas „w dyspozycji dowódcy Okręgu Korpusu Nr VI”.
Sprawował mandat radnego Rady Miasta Lwowa, wybrany w wyborach samorządowych 1934 z ramienia listy nr 1 (prorządowej), był wiceprezydentem Lwowa. Był członkiem zarządu okręgu Związku Legionistów Polskich we Lwowie. Był komendantem lwowskiego Oddziału „Piątaków”, a w styczniu 1938 przewodniczył tam Zjazdowi żołnierzy b. 5. p. p. Legionów Polskich.
Po wybuchu II wojny światowej i agresji ZSRR na Polskę z 17 września 1939 na terenach wschodnich II Rzeczypospolitej został aresztowany przez Sowietów. Został zamordowany przez NKWD na wiosnę 1940. Jego nazwisko znalazło się na tzw. Ukraińskiej Liście Katyńskiej opublikowanej w 1994 (został wymieniony na liście wywózkowej 55/3-1 oznaczony numerem 992). Ofiary tej części zbrodni katyńskiej zostały pochowane na otwartym w 2012 Polskim Cmentarzu Wojennym w Kijowie-Bykowni.
Na Ukraińskiej Liście Katyńskiej widnieje także jego brat, Bogdan. Ofiarami zbrodni katyńskiej dokonywanej na terenach ukraińskich zostali także inni wiceprezydenci Lwowa: Jan Weryński, oraz dwaj zastępcy prezydenta Lwowa z lat 30. Stanisława Ostrowskiego, Wiktor Chajes i Franciszek Irzyk.

## Ordery i odznaczenia
- Krzyż Niepodległości – 2 maja 1933 „za pracę w dziele odzyskania niepodległości”[19]
- Znak oficerski „Parasol”